# Rozehnaly
Rozehnaly jsou malá vesnice patřící pod obec Radovesnice II v okresu Kolín. Vesnice leží na Radovesnickém potoku, který severně protéká rybníkem Proudnice. Jižně od vesnice se nachází malé letiště pro zemědělská letadla. Nejbližší nájezd na dálnici D 11 je pět kilometrů severovýchodně vzdálený Exit 62 – Chlumec nad Cidlinou.

## Historie
První písemná zmínka o vesnici pochází z roku 1699.